# Chankameer
Het Chankameer (Russisch: озеро Ханка, Traditioneel Chinees: 興凱湖, Vereenvoudigd Chinees: 兴凯湖, Hanyu pinyin-vert.: Xingkai-meer) is een meer dat gelegen is op de grens tussen de provincie Heilongjiang van China en kraj Primorje in het Russische Verre Oosten. Het is gesitueerd op 120 kilometer van Jixi, ongeveer 200 kilometer ten noorden van Vladivostok en ongeveer 25 kilometer ten westen van Spassk-Dalni. Het meer heeft een oppervlakte van 4.190 km² waarvan 3.030 km² op Russisch en 1.160 km² op Chinees grondgebied. De noordelijke oevers vallen onder Biosfeerreservaat Xingkai-Hu en de zuidelijke oevers vallen onder Biosfeerreservaat Chankajski. Deze vormen samen een internationaal beschermd natuurgebied sinds 1996.
Het is bekend omwille van de natuurbescherming, het ecotoerisme alsook het wetenschappelijk onderzoek naar onder meer de vogeltrek. Het gebied op Chinees grondgebied is staatseigendom en wordt gebruikt door collectieve staatsboerderijen en dorpen voor de visserij, akkerbouw of veeteelt.

## Fysische gegevens
Het stroomgebied is een riviervlakte van ongeveer 16.890 km² waarvan 97% op Russisch grondgebied ligt. Met 4.000 tot 4.400 km² wateroppervlakte is het de grootste watermassa's in het noordoosten van China. Het wordt gevoed door 23 rivieren (8 uit China, 15 uit Rusland), en slechts één rivier verzorgt de uitloop: de Soengatsja. Het meer heeft een gemiddelde diepte van 4,5 meter met een maximum van 10,6 meter. Het gemiddelde volume bedraagt 18,3 km³ en een maximum van 22,6 km³. Het meer behoort tot het rivieren systeem van de Oessoeri en de Amoer. De jaarlijkse maximale temperatuur in het gebied bedraagt 21,2 °C, de minimale −19,2 °C. Er valt jaarlijks gemiddeld 750 millimeter neerslag, waarvan het merendeel in de zomer.